# 오제렐리예

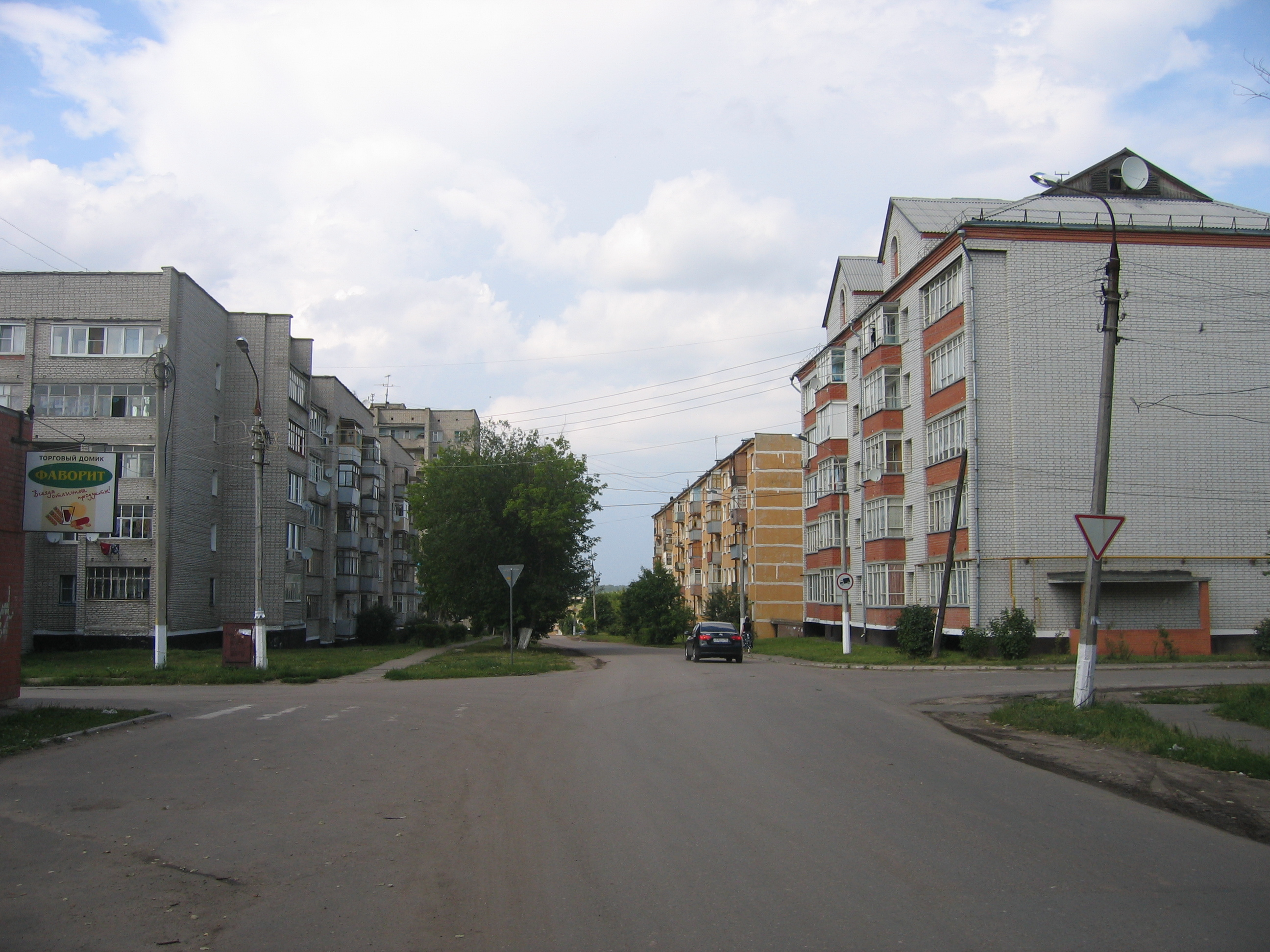

오제렐리예(러시아어: Ожерелье)는 러시아 모스크바주 남부에 위치한 도시로, 인구는 11,113명(2002년 기준)이다. 모스크바(러시아의 수도이며 모스크바 주의 주도이기도 함)에서 남쪽으로 125km 정도 떨어진 곳에 위치한다. 1578년 문헌에 처음 등장했고 1958년 시로 승격되었다.